# Taygetis angulosa
Taygetis angulosa är en fjärilsart som beskrevs av Gustav Weymer 1907. Taygetis angulosa ingår i släktet Taygetis och familjen praktfjärilar. Inga underarter finns listade i Catalogue of Life.